# دومينغو بلانكو
دومينغو بلانكو (بالإسبانية: Domingo Blanco)‏ (22 أبريل 1995 ببونتا ألتا في الأرجنتين - ) هو لاعب كرة قدم أرجنتيني في مركز الوسط.

## روابط خارجية
- دومينغو بلانكو على موقع قاعدة بيانات كرة القدم.إي يو (الإنجليزية)
- دومينغو بلانكو على موقع ناشيونال فوتبول تيمز (الإنجليزية)
- دومينغو بلانكو على موقع Soccerway.com (الإنجليزية)